# Wojciech Brejter
Wojciech Brejter (ur. 1933 w Warszawie) – sybirak, technik budowlany, działacz opozycyjny.

## Życiorys
Urodził się w 1933 roku w Warszawie jako syn Wacława Brejtera (1903–1981) i jego żony Władysławy z domu Rodkiewicz (1906–2001). 13 kwietnia 1940 roku został zesłany przez władze radzieckie wraz z matką i młodszą siostrą do Kazachstanu, gdzie przebywał przez sześć lat. Po powrocie do Polski osiedlił się w Kłodzku, gdzie ukończył Technikum Budowlane. Następnie pracował w Zakładzie Gospodarki Komunalnej i Mieszkaniowej, gdzie w 1980 roku należał do współtwórców NSZZ „Solidarność”.
W latach 1997–2004 był prezesem Koła Związku Sybiraków w Kłodzku. Zebrał relacje członków koła i je opublikował w pracy pt. Wspomnienia z Syberii. Brał udział w przygotowaniu ogólnopolskiego konkursu o tematyce kombatanckiej, zorganizowanym przez Zarząd Główny Polskiego Towarzystwa Ludoznawczego we Wrocławiu w 1989 roku i konkursu Kombatanckie Życiorysy z 1999 roku, którego inicjatorem był Niepodległościowy Związek Żołnierzy AK w Białej Podlaskiej.
Napisał wiele publikacji dotyczących sybiraków w kłodzkiej „Gazecie Prowincjonalnej”, tygodniu „Blik”, kwartalniku „Sybirak” (Białystok), „My Sybiracy” (Łódź). W 2003 roku otrzymał dyplom Mecenasa Kultury Kłodzkiej przyznany mu przez Radę Miasta Kłodzka. Za swoją działalność otrzymał liczne odznaczenia takie jak: Odznaka Honorowa Sybiraka (1997), Order Męczeństwa i Zwycięstwa dla Represjonowanych (1998), Krzyż Zesłańców Sybiru (2005) i Złoty Krzyż Zasługi (2005).